# Laboratório Philips Natuurkundig

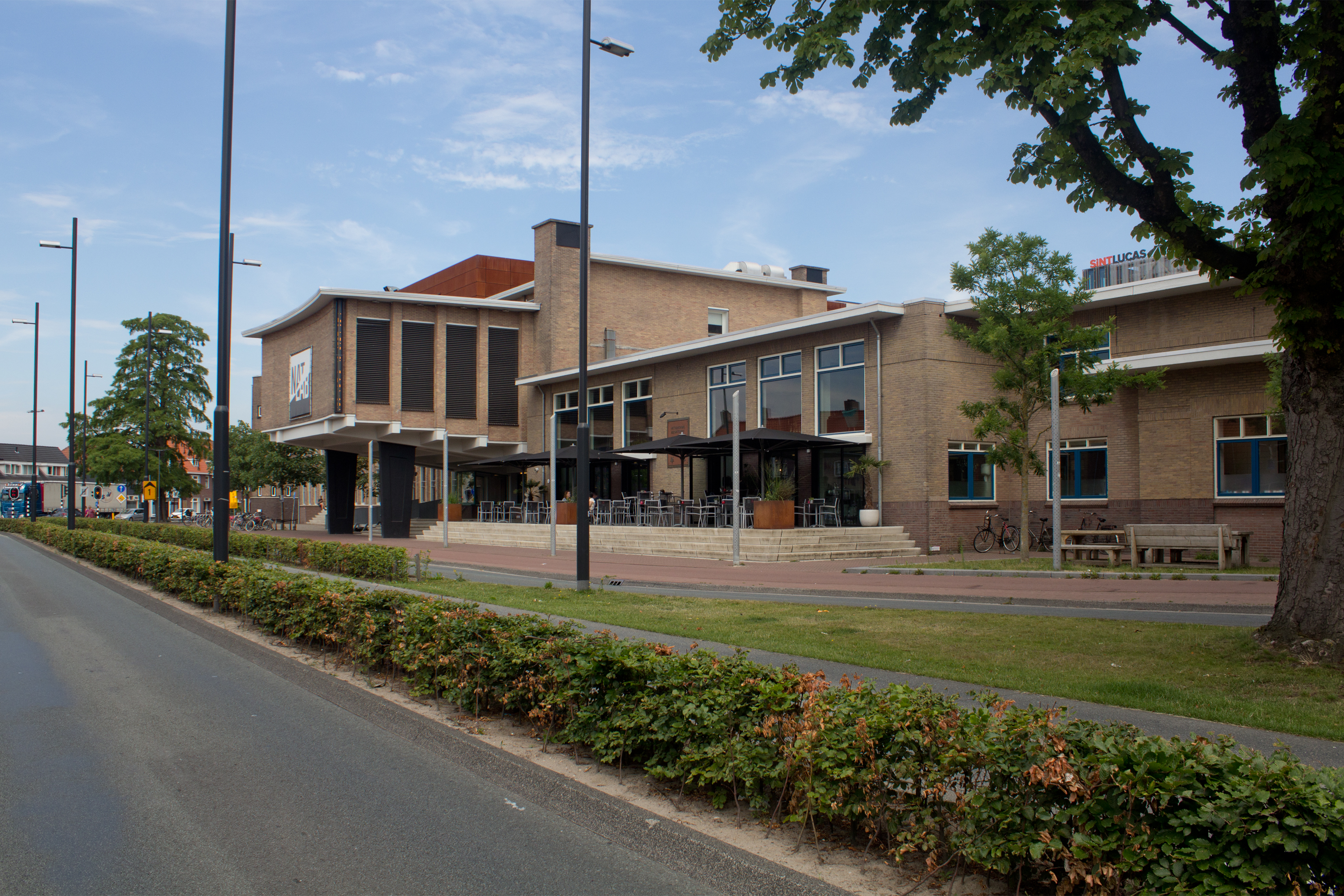
Philips Natuurkundig Laboratorium, NatLab, Eindhoven, convertido em cinema e café-restaurante em 2013.

O Philips Natuurkundig Laboratorium (tradução em inglês: Philips Physics Laboratory ) ou NatLab era a seção holandesa do departamento de pesquisa da Philips, que fazia pesquisas para as divisões de produtos dessa empresa. Originalmente localizada no distrito de Strijp em Eindhoven, a instalação mudou-se para Waalre no início dos anos 1960. Um rezoneamento municipal de 1972 trouxe a instalação de volta a Eindhoven, que foi seguida alguns anos depois por Eindhoven renomeando a rua em que a instalação fica para Prof. Holstlaan, depois do primeiro diretor.
Em 1975, o NatLab empregava cerca de 2.000 pessoas, incluindo 600 pesquisadores com diploma universitário. A pesquisa feita no NatLab varia de produtos específicos a pesquisas fundamentais em eletrônica, física e química, bem como ciência da computação e tecnologia da informação .
A instalação original do NatLab foi dissolvida em 2001 e a instalação foi transformada no High Tech Campus Eindhoven, aberto a pesquisadores de várias empresas diferentes. A Philips Research ainda é um dos maiores inquilinos do campus, embora não tenha nada parecido com o número de pessoas empregadas nos dias do NatLab. A Philips Research também possui filiais na Alemanha, Reino Unido, Estados Unidos, Índia e China; as partes não holandesas da Philips Research respondem por cerca de metade do trabalho de pesquisa feito pela Philips atualmente.

## História

### Crescimento e sucesso: 1946-1972
Em 1946, Holst foi sucedido por um triunvirato : o físico Hendrik Casimir (que mais tarde se tornaria o principal responsável pelos três e membro do Conselho de Administração), o químico Evert Verwey e o engenheiro Herre Rinia. O NatLab viu seu apogeu sob este triunvirato.
Para a empresa Philips como um todo, a era da Frits Philips tornou a empresa parte dos gigantes eletrônicos do mundo com 350.000 funcionários em 1970. O NatLab cresceu junto com a empresa e se tornou um centro de pesquisa de classe mundial. Em 1963, um novo campus foi projetado para as instalações em Waalre, com espaço para 3.000 funcionários (mais do que qualquer universidade holandesa). O NatLab nunca chegou a esses números, porém, 2.400 foi o recorde – e isso incluiu as filiais estrangeiras que foram adicionadas nesse meio tempo. O NatLab tornou-se uma superuniversidade onde o "melhor dos melhores" poderia fazer pesquisas em circunstâncias praticamente perfeitas (total liberdade acadêmica, sem tempo dedicado a dar aulas, orçamentos quase ilimitados e assim por diante). Kees Schouhamer Immink, pioneiro digital e um dos principais cientistas do NatLab, formulou a atmosfera da época: "Fomos capazes de conduzir qualquer pesquisa que considerássemos relevante e não tínhamos tarefas pré-determinadas; em vez disso, recebemos total liberdade e apoio de pesquisa autônoma. Fomos trabalhar, sem saber o que faríamos naquele dia. Essa visão - ou melhor, visão ambígua - de como a pesquisa deve ser conduzida levou a invenções surpreendentes como resultado. Foi um paraíso da inovação". Em 1968, Kees Teer tornou-se diretor.

### O fim: 1972-presente
O CD foi iniciado e promovido pelo departamento de áudio, embora o pesquisador do NatLab , Kees Schouhamer Immink, tenha desempenhado um papel fundamental em seu design. Para o grupo industrial 'Audio' e o NatLab, o desenvolvimento de um pequeno disco óptico de áudio começou no início de 1974. A qualidade sonora deste disco tinha que ser superior à do grande e vulnerável disco de vinil. Para realizar isso, Lou Ottens, diretor técnico da 'Audio', formou um grupo de projeto de sete pessoas. Vries e Diepeveen eram membros deste grupo de projeto. Em março de 1974, durante uma reunião do Audio-VLP, Peek e Vries recomendaram um registro de áudio digital porque um código de correção de erros poderia ser incluído. Vries e Diepeveen construíram um codificador-decodificador com correção de erros que foi entregue no verão de 1978. O decodificador foi incluído no protótipo do CD player que foi apresentado à imprensa internacional. O codificador-decodificador de correção de erros foi abandonado em 1979 em favor do código CIRC superior da Sony, que se tornou o padrão de CD adotado. Para comemorar esse avanço, a Philips recebeu o IEEE Milestone Award em 6 de março de 2009. Este avanço também foi apreciado pela Sony e eles iniciaram uma cooperação com a Philips que resultou em junho de 1980 em um padrão comum de sistema de CD.
Em 1985, Kees Teer se aposentou como diretor. A Philips como um todo piorou e, no final da década de 1980, a falência parecia uma possibilidade muito real. Sob o diretor de pesquisa Kees Bulthuis, a posição de pesquisa fundamental de longo prazo no NatLab ficou cada vez mais pressionada, especialmente depois que a Philips introduziu o financiamento descentralizado. Bulthuis reduziu os orçamentos de pesquisa no equivalente a 60 milhões de euros em três anos. Centenas de funcionários do NatLab foram demitidos e departamentos foram fechados, incluindo todo o departamento de matemática em Bruxelas . Em 1989, o NatLab, que anteriormente fazia parte do orçamento do Conselho de Administração, extraía dois terços de sua receita de contratos com as divisões de produtos. Isso tornou o papel do NatLab muito mais limitado do que antes: tornou-se uma fonte de expertise em vez de uma fonte de inovação. Em 1998, quando Arie Huijser se tornou diretor geral de pesquisa, os principais pesquisadores Joseph Braat, Rudy van de Plassche, Kees Schouhamer Immink e Dieter Kasperkovitz renunciaram, acelerando ainda mais o declínio do NatLabs. Kees Schouhamer Immink, em entrevista a um jornal, disse que a gestão da pesquisa era um caos que estragava o clima. Como resultado, a liberdade acadêmica estava longe. A pesquisa fundamental, a pesquisa motivada puramente pela curiosidade, foi estritamente controlada e a prioridade foi dada aos interesses de curto prazo das divisões de produtos.

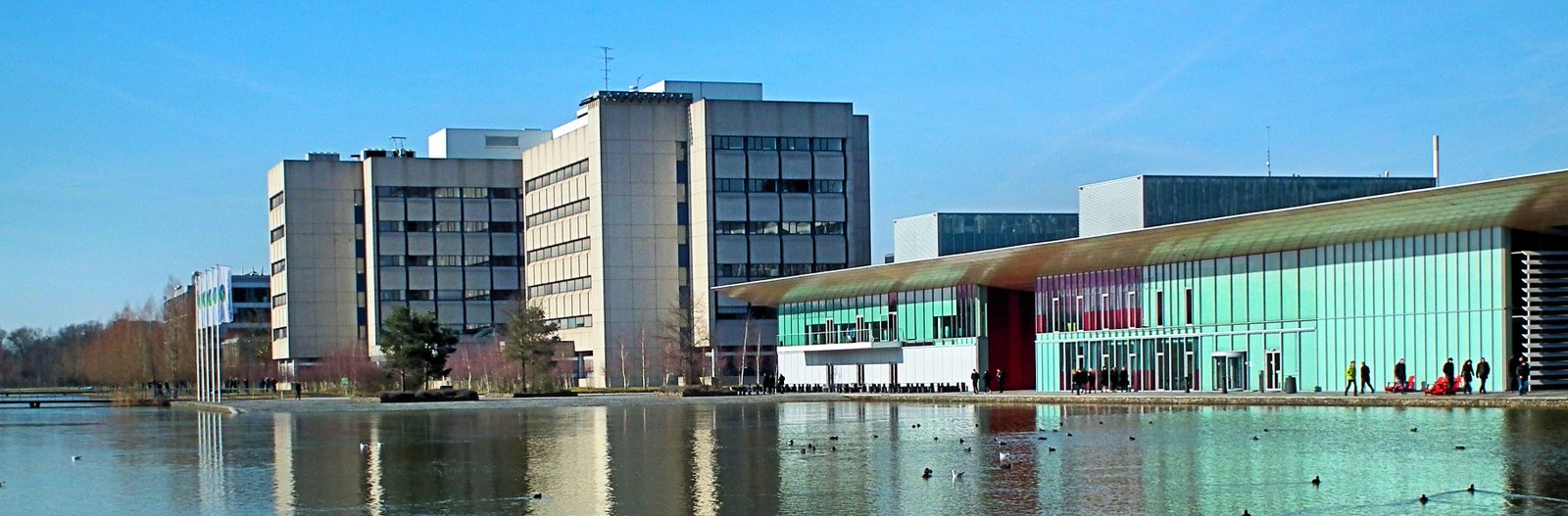
Campus de alta tecnologia, Eindhoven

A Philips se desfez de ramos como os ramos de iluminação e semicondutores (agora o NXP independente), o que reduziu o tamanho local da Philips Research para 200 em 2016.

## Nomeações acadêmicas e honras pessoais
O Natlab teve um grande impacto na ciência na Holanda . A lista de nomeações e honrarias compilada por Henk Hagenbeuk mostra a estreita cooperação entre as universidades holandesas e a Philips Research até a década de 1990. A cooperação funcionou nos dois sentidos: os pesquisadores foram nomeados como professores (meio período) nas universidades e, vice-versa, os graduados ingressaram na Philips Research. Os pesquisadores da Philips receberam prêmios de prestígio em áreas técnicas.

### Honras pessoais recebidas
- 1976 US National Academy of Engineering Membership - Hendrik Casimir Liderança em pesquisa e desenvolvimento de tubos de elétrons, dispositivos de estado sólido, produtos de vidro e metal
- 2003 US National Academy of Engineering Membership - Kees Schouhamer Immink Pelo pioneirismo e avanço da era do áudio digital, vídeo e gravação de dados
- 1970 Membro da Academia Nacional de Ciências dos EUA - Hendrik Casimir
- 1935 IEEE Medal of Honor - Balthasar van der Pol Por seus estudos fundamentais e contribuições no campo da teoria de circuitos e fenômenos de propagação de ondas eletromagnéticas
- Medalha de Honra IEEE 2017 - Kees Schouhamer Immink Por contribuições pioneiras à tecnologia de gravação de vídeo, áudio e dados, incluindo CD, DVD e Blu-ray
- Medalha IEEE Edison de 1973 - Bernard DH Tellegen Por uma carreira criativa de realizações significativas na teoria de circuitos elétricos, incluindo o gyrator
- 1999 IEEE Edison Medal - Kees Schouhamer Immink Por uma carreira de contribuições criativas para as tecnologias de vídeo digital, áudio e gravação de dados
- 2003 Personal Emmy Award - Kees Schouhamer Immink Pela tecnologia de codificação para formatos de gravação óptica